# Lukas Kilian
Lukas Kilian, född 1579, död 1637, var en tysk grafiker känd genom talrika kopparstick. Han var Tysklands förste verklige reproduktionsgravör. Han var liksom sin bror Wolfgang Kilian (1581-1662) utlärd i Italien. Bröderna tillhörde en under 1500-1700-talen i Augsburg verksam konstnärsfamilj.
Lukas Kilian reproducerade särskilt italienska mästare. Bland hans porträtt märks flera av Gustav II Adolf (utförda 1630-32), därav ett i mycket stort format samt av Maria Eleonora och av drottning Kristina som barn.

## Verk

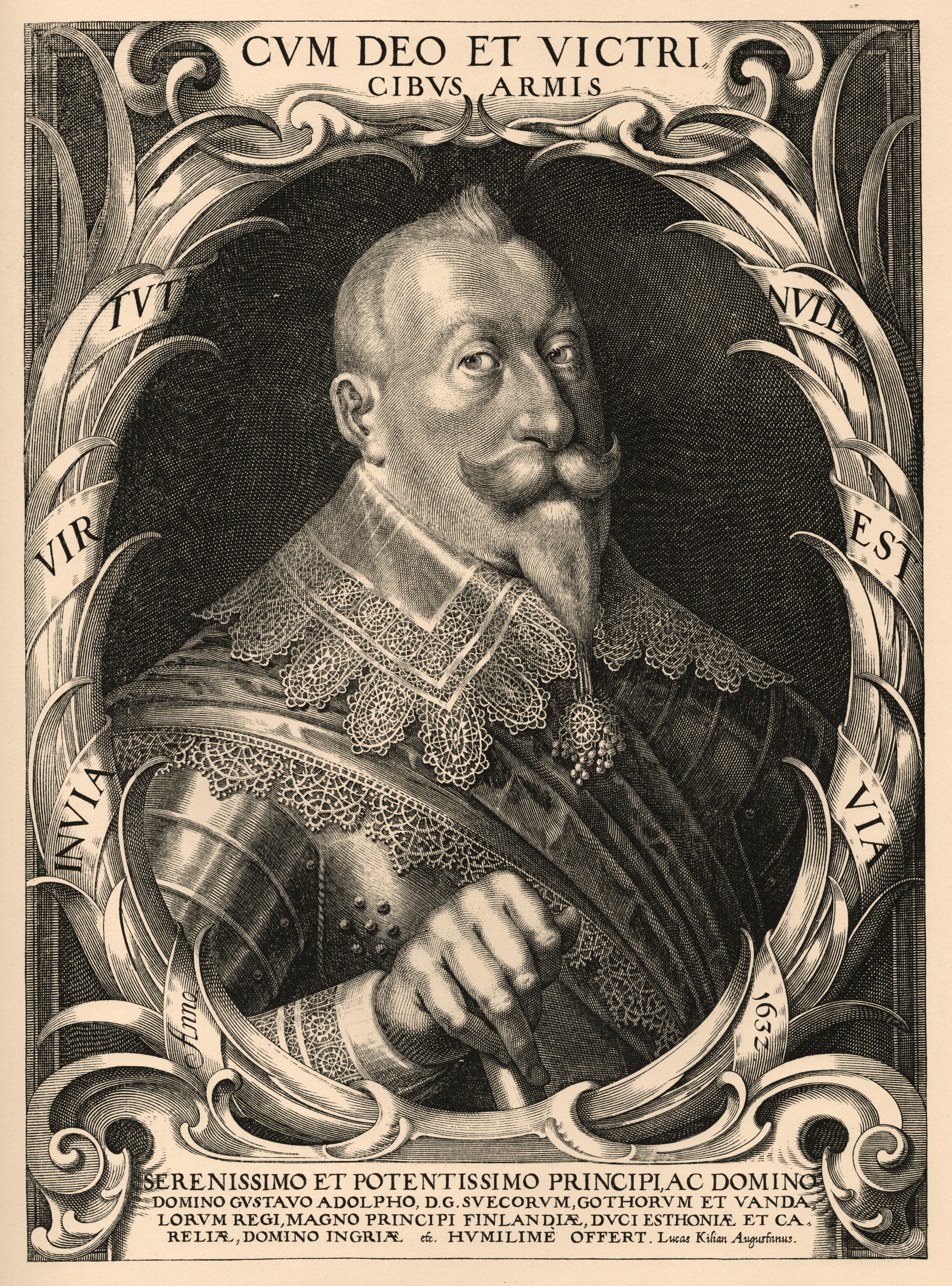
Porträtt av Gustav II Adolf, kopparstick troligen utfört 1632.